# Tarantula (Film)
Tarantula ist ein US-amerikanischer Science-Fiction-Horror-Thriller in Schwarz-Weiß aus dem Jahr 1955, in dem John Agar, Mara Corday und Leo G. Carroll unter der Regie von Jack Arnold die Hauptrollen spielen. Eine riesige Tarantel kann ihrem Terrarium unbemerkt entkommen und wird zur tödlichen Gefahr für Mensch und Tier. Obwohl es sich bei Tarantula um ein typisches B-Movie handelt, avancierte der Film im Lauf der Jahrzehnte zum Kultklassiker.
Das Drehbuch basiert auf einer Geschichte von Jack Arnold und Robert M. Fresco. Fresco fühlte sich durch sein eigenes Fernsehspiel No Food for Thought, das er im Mai 1955 für das Science Fiction Theatre verfasst hatte, zum Drehbuch für diesen Film inspiriert.

## Handlung
In der Nähe des Wüstennests Desert Rock in Arizona wird eine grässlich deformierte Leiche gefunden. Sheriff Jack Andrews begleitet den Landarzt Dr. Matt Hastings in die Leichenhalle. Dort trifft auch der Wissenschaftler Prof. Gerald Deemer ein und identifiziert den Toten als seinen Kollegen und besten Freund Dr. Eric Jacobs, mit dem er in einem einsamen Haus in der Wüste an wissenschaftlichen Experimenten arbeitete. Er behauptet, Jacobs sei an den Folgen einer Akromegalie gestorben. Dr. Hastings hat Zweifel an dieser Diagnose, weil es normalerweise Jahre dauert, bis sich die Krankheit ausbildet, der Tote aber vor ein paar Wochen noch kerngesund war.
Prof. Deemer kehrt in sein Haus zurück und arbeitet in seinem Labor, wo er mit überlebensgroßen Ratten, Mäusen und Meerschweinchen wissenschaftlich experimentiert. Auch eine sehr große Tarantel lebt in einem Glaskasten. Während der Wissenschaftler in seine Experimente vertieft ist, schleicht aus dem Hintergrund eine deformierte Gestalt auf ihn zu und greift ihn an. Es ist sein Laborant Paul Lund. Es kommt zum Kampf, das Labor wird durch ein Feuer verwüstet und die monströse Gestalt verabreicht Deemer eine Injektion, bevor sie stirbt. Durch die Zerstörung des Glaskastens kann die Spinne entkommen und flieht in die Wüste. Deemer löscht das Feuer und bestattet seinen Mitarbeiter heimlich nachts in der Wüste.
Inzwischen begegnet Dr. Hastings in der Stadt der schönen Stephanie „Steve“ Clayton. Die neue Assistentin des Professors ist gerade angekommen und nimmt die Einladung des Doktors an, sie zu Deemers Haus in der Wüste mitzunehmen. Kurz nachdem sie in Richtung von Deemers Haus gefahren sind, krabbelt eine riesige Spinne in derselben Richtung die Straße entlang. Deemer zeigt den beiden sein Labor und eröffnet ihnen, dass er an einer synthetischen Nährflüssigkeit arbeitet, die in Zukunft die Hungerprobleme auf der Welt lösen soll.
Der Professor arbeitet seine Assistentin Steve Clayton ein und zeigt ihr seine Experimente. Inzwischen beginnt seine Injektionsstelle zu schmerzen. Kurz darauf machen Dr. Hastings und Steve einen Ausflug in die Wüste. Während einer Zigarettenpause lösen sich plötzlich riesige Felsbrocken von einem Steinhügel, von denen sie beinahe erschlagen werden. Sie fliehen entsetzt und fahren mit dem Auto davon. Nach ihrer Abfahrt taucht eine gigantische Tarantel hinter den Felsen auf.
Wieder im Haus des Professors entdeckt die Laborantin, dass sich der Professor verändert hat. Auch er beginnt Deformationen zu zeigen, eine Folge der Injektion mit Wachstumsserum durch den Laboranten. Das Entsetzen packt sie. Dr. Hastings und der Sheriff entdecken inzwischen bei dem Farmer Andy Anderson die Gerippe mehrerer Pferde und eine Pfütze mit einer geheimnisvollen weißlichen Flüssigkeit. Ratlos kehren die Männer zurück in die Stadt.
Nachts fällt die Riesenspinne über die Farm her, tötet Anderson, der sich mit einem Gewehr bewaffnet auf die Lauer gelegt hat und zwei Männer, die in einem Kleinlastwagen durch die Nacht fahren. Am Morgen entnimmt Dr. Hastings an der Unfallstelle eine Probe der dort gefundenen Flüssigkeit und identifiziert sie unter dem Mikroskop als eine dem Insektengift ähnliche Substanz. Steve Clayton informiert den Doktor, dass Prof. Deemer schwer krank ist. Hastings fährt hinaus zum Professor und versucht, ihm zu helfen. Dieser eröffnet ihm nun, dass Jacobs und der Laborant Paul einem Selbstversuch zum Opfer gefallen sind, und erzählt Hastings die ganze Geschichte. Deemer sagt, dass bei dem Laborbrand alle Tiere ums Leben gekommen sind, auch die Tarantel erwähnt er dabei. Hastings fliegt nach Phoenix, um das Ergebnis der Analyse zu besprechen. Ein Film zeigt, worum es sich bei der Flüssigkeit handelt, nämlich um Tarantelgift. Als er erwähnt, dass er davon mehrere teichgrosse Pfützen gesehen hat, wird ihm eine blühende Phantasie unterstellt. Als er beteuert, dass er die Wahrheit sagt, erklärt man ihm, dass das die Existenz eines noch nie dagewesenes Monsters inklusive der Gefährdung der Menschheit bedeuten würde.
Als der Doktor am späten Abend in die Wüstenstadt zurückkommt, fährt er sofort zu Deemers Haus. Hier sieht er zum ersten Mal die riesige Spinne, die gerade das Haus zerstört. Steve erkennt das Monstrum frühzeitig am Fenster und kann das Haus rechtzeitig verlassen. Auch der Professor erwacht, grässlich deformiert. Die Spinne verschlingt ihn, während Steve die Straße herunter läuft, in letzter Minute in Matts Auto steigt und mit ihm davonrast. Auf der Landstraße treffen sie auf den von Steve verständigten Sheriff und weitere Polizisten. Während einige der Männer fliehen, schießen zwei zurückgebliebene Polizisten mit Maschinenpistole auf die Spinne, jedoch ohne Wirkung, auch sie werden verschlungen, da ihr Fluchtwagen nicht anspringt. Hastings bittet den Sheriff, die nahegelegene Militärbasis zu informieren, um Kampfflugzeuge gegen das Monster einzusetzen.
Am Morgen startet ein Kampfgeschwader, während die Stadtpolizei alles sich in der Stadt befindliche Dynamit auf der Landstraße zur Zündung deponiert, als die Spinne am Horizont auftaucht. Nun sind auch die letzten Zweifler verstummt, zu denen auch der Zeitungsreporter Joe Burch gehörte und sehen starr vor Schreck dem Schauspiel zu. Die Riesenexplosion auf der Landstraße macht dem Monster allerdings nichts aus. Unversehrt setzt es seinen Weg in Richtung der Stadt fort. Die kleine Gruppe flieht weiter in die verlassene Stadt. Als die Spinne am Stadtrand auftaucht, erscheinen auch die Kampfjets am Himmel. Sie beschießen die Spinne zunächst mit dem Bordkanonen, da das nicht wirkt, versuchen sie es mit Raketen, zum Schluss werfen sie dann Napalmbomben ab, durch die das Monster schlussendlich in einem Flammenmeer zugrunde geht. Wie gebannt beobachten die Menschen von der Stadt aus das Ende des Ungeheuers.

## Hintergrundinformationen
Der Film arbeitet mit zwei Horrorszenarien, zum einen der Angst vor Spinnen (Arachnophobie) und zum anderen den schockierenden, grässlichen Deformierungen, die durch die Akromegalie als Folge der Laborversuche hervorgerufen worden sein sollen. Prof. Deemers Serum löst unterschiedliche Reaktionen aus: bei Tieren Riesenwachstum, beim Menschen körperliche Deformationen. Eine Erklärung dafür liefert der Film jedoch nicht, es wird lediglich darauf hingewiesen, dass erfolgreiche Tierversuche nicht zwangsläufig zu gewünschten Ergebnissen beim Menschen führen. Insekten und Reptilien waren häufig Objekte der in den 1950er-Jahren mit Science-Fiction- und Horrorfilmen überfluteten Kinos, wie beispielsweise dem 1954 in den Kinos gezeigten Film Formicula, wo Ameisen durch Strahlung zu riesenhafter Größe mutieren, oder dem 1959 entstandenen Film Die Nacht der unheimlichen Bestien, wo dies mit Mäusen passiert.
Bei den Dreharbeiten kam eine echte Vogelspinne in einer Miniaturlandschaft zum Einsatz. Ihre Bewegungen wurden mit Druckluftdüsen gesteuert. Einige Hilfsmittel wie Baumwolle, Miniaturhügel und mit Haaren bedeckte Beinstützen kamen ebenfalls zum Einsatz. Die in Arizona spielenden Wüstenszenen wurden in Kalifornien gedreht, wo aufgrund der dort herrschenden Hitze die mit Wachs konstruierten Hilfsmittel, wie die Lücke zwischen den großen Vorderzähnen der Spinne, zu schmelzen drohten. Für Jack Arnold war „das Spiel mit der Angst“ nicht erst seit Tarantula sein „erklärtes Steckenpferd“, wie seine bereits zuvor erstellten Monsterfilme Gefahr aus dem Weltall (1953), Der Schrecken vom Amazonas (1954) oder Metaluna IV antwortet nicht (1955) eindrucksvoll demonstrieren.
Für den seinerzeit 25-jährigen Clint Eastwood, der im Jahr 1955 von Universal Pictures in vier weiteren Filmen in Kleinstrollen eingesetzt worden war, gehörte der Part des Geschwaderkommandeurs zu seinen ersten Filmauftritten. Er ist erst in den letzten Filmminuten zu sehen, als er mit seinen Kampfjets von der nahe gelegenen Air Base zum Angriff startet. Eastwoods Debüt in dem Kinofilm Die Rache des Ungeheuers wurde ebenfalls von Jack Arnold gedreht; auch der Produzent William Alland und der Hauptdarsteller John Agar waren mit dabei. Eastwood, dessen Vorliebe für zügige Arbeitsprozesse hinlänglich bekannt ist, schätzte schon seinerzeit die Arbeitsweise von Arnold. Mara Corday, die die weibliche Hauptrolle spielte, hatte einen Ruf als Screaming Queen, da sie markerschütternd schreien konnte. Der Film markiert den Beginn einer langjährigen Freundschaft zwischen Eastwood und Corday. Nach einer mehr als 20-jährigen Filmpause holte Eastwood sie später in vier seiner Filme vor die Kamera zurück, nachdem ihr Mann, der Schauspieler Richard Long, gestorben war.
In dem Actionfilm Coogans großer Bluff (1968) bekundete Eastwood augenzwinkernd, dass er Tarantula zu einer wichtigen Station auf seinem Weg zählt – da krabbelt nämlich eine Riesenmonsterspinne für einige Sekunden als Schmuck in einer Partydekoration über die Leinwand.
Der Brite Leo G. Carroll, der die Figur des Biologen Professor Deemer verkörperte, war ein „leidenschaftlicher Theaterdarsteller“, der für die Rolle des verrückten, vom Ehrgeiz zerfressenen Wissenschaftlers geradezu prädestiniert war. Er arbeitete mehrfach mit Alfred Hitchcock zusammen und war einer der bevorzugten Mimen des Regisseurs. Hauptdarsteller John Agar, kurzzeitig mit Shirley Temple verheiratet, galt als begnadeter B-Moviestar. Agar war bewusst, dass seine Filme keine hohe Filmkunst waren, er vertrat jedoch die Meinung, dass er die Menschen prächtig unterhalten habe, und das sei doch das, was letztlich in diesem Beruf zähle.
In dem Eröffnungssong Science Fiction/Double Feature der Rocky Horror Show wird Tarantula besungen: „I knew Leo G. Carroll was over a barrel when Tarantula took to the hills“. Im Music Departement für den Film arbeitete auch der später für seine herausragenden Leistungen 18 Mal für den Oscar nominierte Henry Mancini mit.
In dem von Universal International produzierten Film sind einige Fehler enthalten: Einmal wurde bei der Tricktechnik unsauber gearbeitet, daher „verschwindet“ ein Bein der Spinne kurzzeitig im Himmel. Zur Vernichtung des Monsters starten mehrere F-84-Kampfjets, den Angriff fliegen jedoch F-80/P-80 Maschinen. Sowohl in der Original- als auch in der synchronisierten Version machen die Reifen des landenden Flugzeugs des Doktors quietschende Geräusche, wie auf einer asphaltierten Landebahn, obwohl es auf einer Sandpiste aufsetzt. Das englische „billion“ („Milliarde“) wurde ins deutsche „Billion“ übersetzt. So sagt der Wissenschaftler: „Schon heute gibt es zwei Billionen Menschen auf der Welt“, was zweitausend Milliarden Menschen entsprechen würde. Bei dem vom Wissenschaftler angenommenen jährlichen Zuwachs von 25 Millionen Menschen begänne „das neue Jahrtausend mit 3 Billionen und 625 Millionen“. Bei korrekter Übersetzung wären es dagegen 3 Milliarden und 625 Millionen Menschen im Jahr 2000.

## Veröffentlichung
Der Film hatte in den USA am 23. November 1955 in Los Angeles Premiere, am 7. Dezember 1955 startete er in Rochester im Bundesstaat New York. Die deutsche Erstaufführung des Films war am 23. März 1956; in Österreich kam er am 6. Dezember 1956 in die Kinos. Seine Wiederaufführung erlebte Tarantula im Oktober 1984 auf dem Chicago International Film Festival.
Außerdem lief er im Jahr 1956 in folgenden Staaten an: Schweden, Finnland, Frankreich, Australien; 1957/1958 startete er in Portugal, der Türkei und Dänemark. Außerdem wurde er in Argentinien, Brasilien, Spanien, Griechenland, Ungarn, Italien, Serbien und der Sowjetunion veröffentlicht.
In der Bundesrepublik Deutschland wurde der Film beispielsweise mit folgenden Schlagzeilen beworben:
- „Ein Film, der den Schleier über die Zukunft lüftet, ein Film von morgen, der morgen schon ein Film von heute sein kann.“
- „Terror schlägt das Land, Panik jagt durch die Stadt. Der Mensch selbst schuf das Ungeheuer, das ihn zu vernichten droht.“
- „Aus der Retorte wuchs das grauenhafte Untier, das der Menschheit ihre Ohnmacht zeigt: Tarantula“
- „Sie liebten sich, aber der gigantische Schatten einer riesenhaften Spinne lag über ihrem Glück.“
- „Ein Film für starke Nerven. Ein Thriller aus der Welt von morgen.“
- „Das größte Ungeheuer, das die Leinwand bisher zeigte – Die erregende Film-Utopie um eine Riesenspinne: Tarantula“
- „Der Mensch ließ sie zum Untier werden. Der Mensch hat sie zur Mörderin gemacht.“
- „Das Opfer seiner wissenschaftlichen Versuche nahm grauenhafte Rache. Er schuf sich seinen Mörder selbst.“

Eine erste DVD-Veröffentlichung erfolgte am 13. April 2006, am 16. August 2012 wurde der Film innerhalb der Reihe „Jahr100Film“ erneut auf DVD veröffentlicht, am 12. Juni 2014 erfolgte eine Veröffentlichung als Blu-ray. Die DeAgostini Deutschland GmbH nahm den Film unter der Nummer 42 in ihre Clint Eastwood DVD-Collection auf. Zur DVD gehört jeweils ein 14-seitiges Begleitheft mit Informationen rund um den Film.

## Synchronisation
Die deutsche Synchronbearbeitung entstand 1956 in den Ateliers der Berliner Synchron GmbH. Für Dialogbuch und -regie zeichnete Volker Becker verantwortlich.
| Rolle                     | Darsteller     | Synchronsprecher      |
| ------------------------- | -------------- | --------------------- |
| Dr. Matt Hastings         | John Agar      | Gert Günther Hoffmann |
| Stephanie „Steve“ Clayton | Mara Corday    | Ilse Kiewiet          |
| Professor Gerald Deemer   | Leo G. Carroll | Alfred Haase          |
| Sheriff Jack Andrews      | Nestor Paiva   | Robert Klupp          |
| Joe Burch                 | Ross Elliott   | Friedrich Joloff      |
| Wissenschaftler           | Raymond Bailey | Siegfried Schürenberg |

## Kritik
Der Film nimmt für das Online-Portal Moviepilot Rang vier – nach Die Dämonischen (1956), Die Rache der Pharaonen (1959) und Dracula (1958) unter den „besten Genrefilmen aus den 50er-Jahren“ in der Kategorie Science-Fiction/Horror ein.

„[…] klassischer Großinsektenfilm mit einleuchtenden Nebenhandlungen und sehenswerten Special Effects. (Wertung: 3 Sterne = sehr gut).“

„[…] ein mit einfachen dramaturgischen Mitteln, aber spannend und stilsicher inszenierter Gruselfilm, der zu einem Klassiker des Genres wurde. Beiläufig, aber wirkungsvoll entwickelt er eine unterschwellige erotische und politische Mythologie: die Spinne als Inkarnation bedrohlicher Triebe, aber auch als Ausdruck wachsender Ängste vor einem Atomkrieg.“

Variety befand, dass eine Tarantel, so groß wie eine Scheune das Grauen bring[e] in diesem gut gemachten Science-Fiction-Film. Der Film sei ziemlich glaubwürdig inszeniert und gut gespielt. Leo G. Carroll sei ausgezeichnet in seiner Rolle als Wissenschaftler und auch John Agar sei in seiner Rolle als junger Landarzt an der Seite von Mara Corday, den romantischen Anforderungen, die an beide gestellt werden würden, mehr als gewachsen.
Bei TimeOut hieß es, dass es sich bei der Produktion um eine weitgehend effektive Zusammenführung von verrückten Wissenschaftlern handle, die mutierte Monster unter der Regie eines der besten Science-Fiction-Regisseure der 50er-Jahre erschaffen hätten: Jack Arnold.
Die United States Conference of Catholic Bishops war der Ansicht, dass es dem Regisseur Jack Arnold trotz kleinen Budgets gelungen sei, die Bedrohung zu verdeutlichen. Zwar seien anfangs die wissenschaftlichen Experimente noch erschreckender als die mit Spezialeffekten veranschaulichten Amokläufe der Monsterspinne. Der Film demonstriere jedoch stilisierte Gewalt und wie bedrohlich die Situation sei. Er wurde als moralisch anstößig eingestuft.